# Masters de Indian Wells 1977
El 1977 American Airlines Tennis Games fue la 2.ª edición del Abierto de Indian Wells, un torneo del circuito ATP. Se llevó a cabo en las canchas duras de Palm Springs, en California (Estados Unidos), entre el 21 de febrero y el 27 de febrero de ese año.

## Ganadores

### Individual masculino
Brian Gottfried venció a  Guillermo Vilas, 2–6, 6–1, 6–3

### Dobles masculino
Bob Hewitt /  Frew McMillan vencieron a  Marty Riessen /  Roscoe Tanner, 7–6, 7–6